# Mġarr (Málta)
Mġarr (IPA: [ɪmˈʤɐrː], névelővel L-Imġarr) kisváros és helyi tanács Málta nyugati részén, lakossága 2995 fő. Korábbi neve Mgiarro (néha Mugiarro) volt. Külterületei Binġemma, Fomm ir-Riħ, Għajn Tuffieħa, Iż-Żebbiegħ és Bidnija egy része.

## Rövid története
Málta első telepesei a környéken is megtelepedtek, erre utal a két megalitikus templom, Ta' Ħaġrat és Ta' Skorba (Iż-Żebbiegħ) romja. Ezután sokáig nem találunk itt települést. A középkorban mdinai patríciuscsaládok által támogatott földművelő közösség lakta. Az aragóniai királyok az Inguanez családnak adományozták Mgiarrót, amelyet a későbbi birtokos Falsone család felaprózott az örökösök között. 1610-től a mostai egyházközség része volt. Kápolnájától a visszaélések miatt 1761-től megvonták az egyházi jogot, hogy menedéket nyújtson az üldözötteknek. A Jeruzsálemi Szent János Ispotályos Lovagrend nagymesterei több őrtornyot építettek a parton a terület védelmére, mint pl. a ma is álló Lippija Tower (1657). Csak 1893-ban lett önálló egyházközség. A település déli határában épült az 1897-re elkészült Victoria Lines védvonal. 1912 és 1946 között épült jellegzetes, szabálytalan ovális kupolájú temploma is. 1994 óta Málta 68 helyi tanácsának egyike.
Lakói nagyobbrészt ma is földműveléssel és állattartással foglalkoznak.

## Önkormányzata
Mġarrt öttagú helyi tanács irányítja. A jelenlegi, hetedik tanács 2013 márciusában lépett hivatalba, 3 nemzeti párti és 2 munkáspárti képviselőből áll.
Polgármesterei:
- Victor Camilleri (1994-2000)
- Paul Vella (Nemzeti Párt, 2000-)

## Nevezetességei

### Ta' Skorba

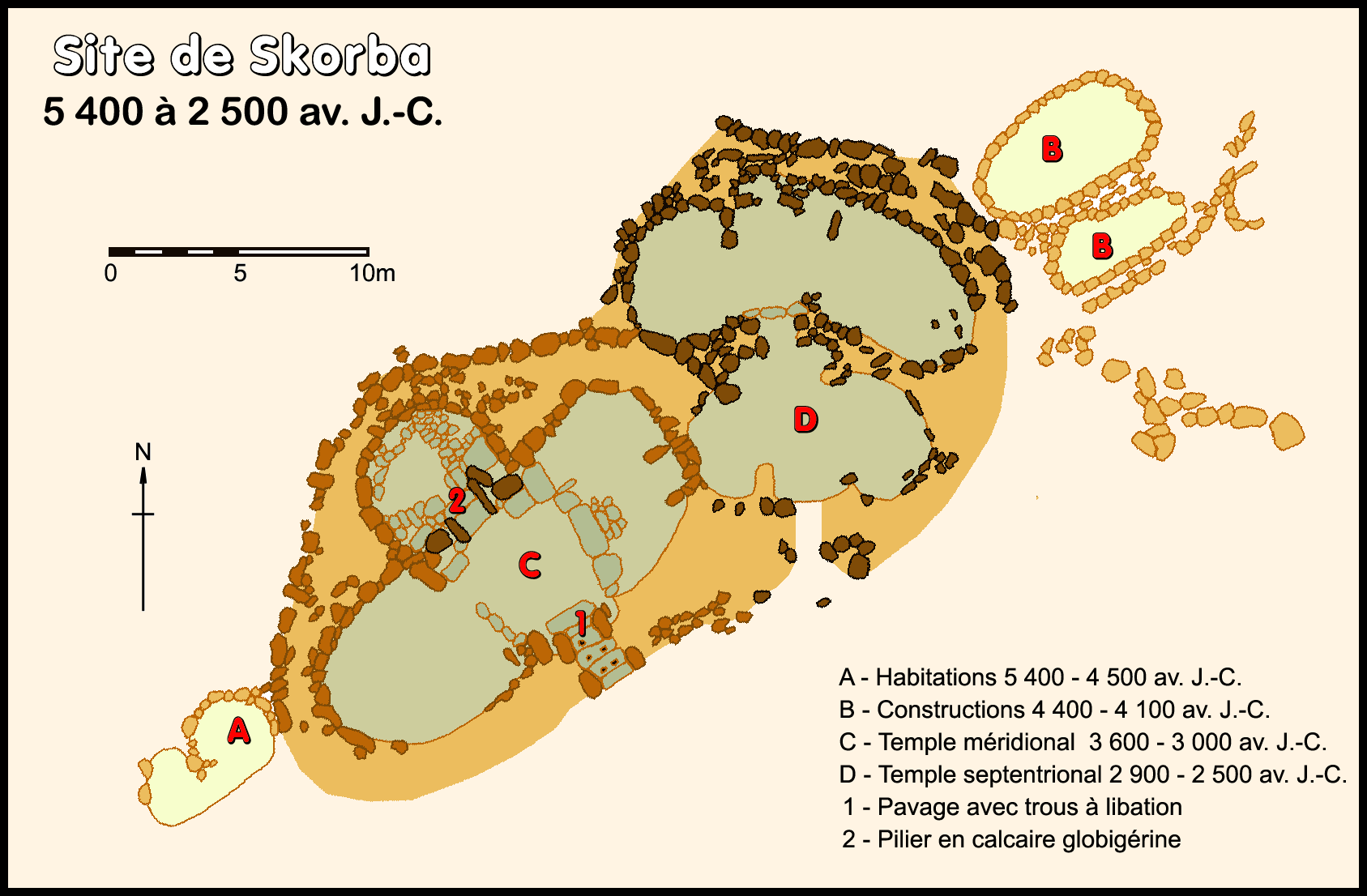
Ta' Skorba alaprajza

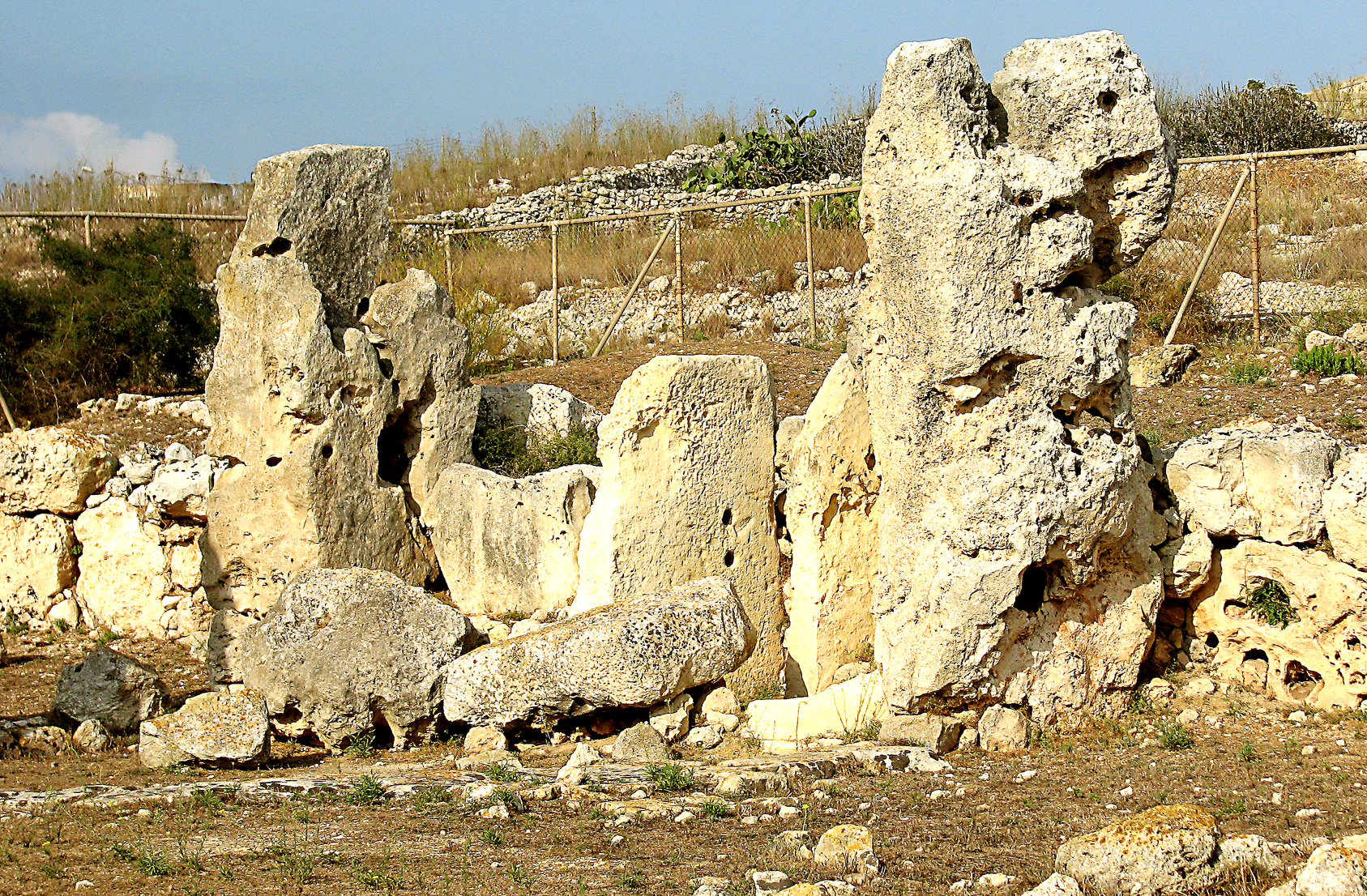
A homlokzat még álló kövei

Őskori templom romja a Żebbiegħ városrész határában. Két szentély épült itt össze, a korábbi, Ġgantija-szakaszban épült háromívű mellé a Tarxien-szakaszban illesztették a valamivel nagyobb, négyívű templomot. A templomok korának végeztével, az ún. Tarxien temető-szakaszban a nyugati templom középső ívét elfalazták és tovább használták. Régészeti jelentőségét az adja, hogy sem a 19. század első felében zajló "takarítások", sem a 20. század eleji kezdetleges ásatások nem érintették, így a legtöbb templommal ellentétben törmelékeiben is rengeteg információt megőrizhetett. Állapota ma erősen romos, a keleti templomon ráadásul egy földút halad keresztül. A Málta megalitikus templomai nevű UNESCO világörökségi helyszín része.
Az 1960-63-as ásatások bizonyítékot találtak arra is, hogy a helyszín már a templom építése előtt hosszú ideig lakott volt. A templom alatti rétegek Málta benépesítésétől (Għar Dalam-szakasz) kedve őriztek cseréptöredékeket. Két szakaszról ráadásul pont az itt talált töredékek tanúskodtak először, így ezek erről a helyszínről kapták a nevüket (Szürke és Vörös Skorba-szakaszok). A radiokarbonos kormeghatározás alapján a helyszín Kr.e. 5000-től 1500 éven keresztül lakott volt. Felszínre kerültek viskók falai és padlói, valamint egy 11 méter hosszú egyenes falszakasz, ennek mibenléte azonban nem tisztázható, mert a nyugati templom alatt folytatódik.

### Ta' Ħaġrat

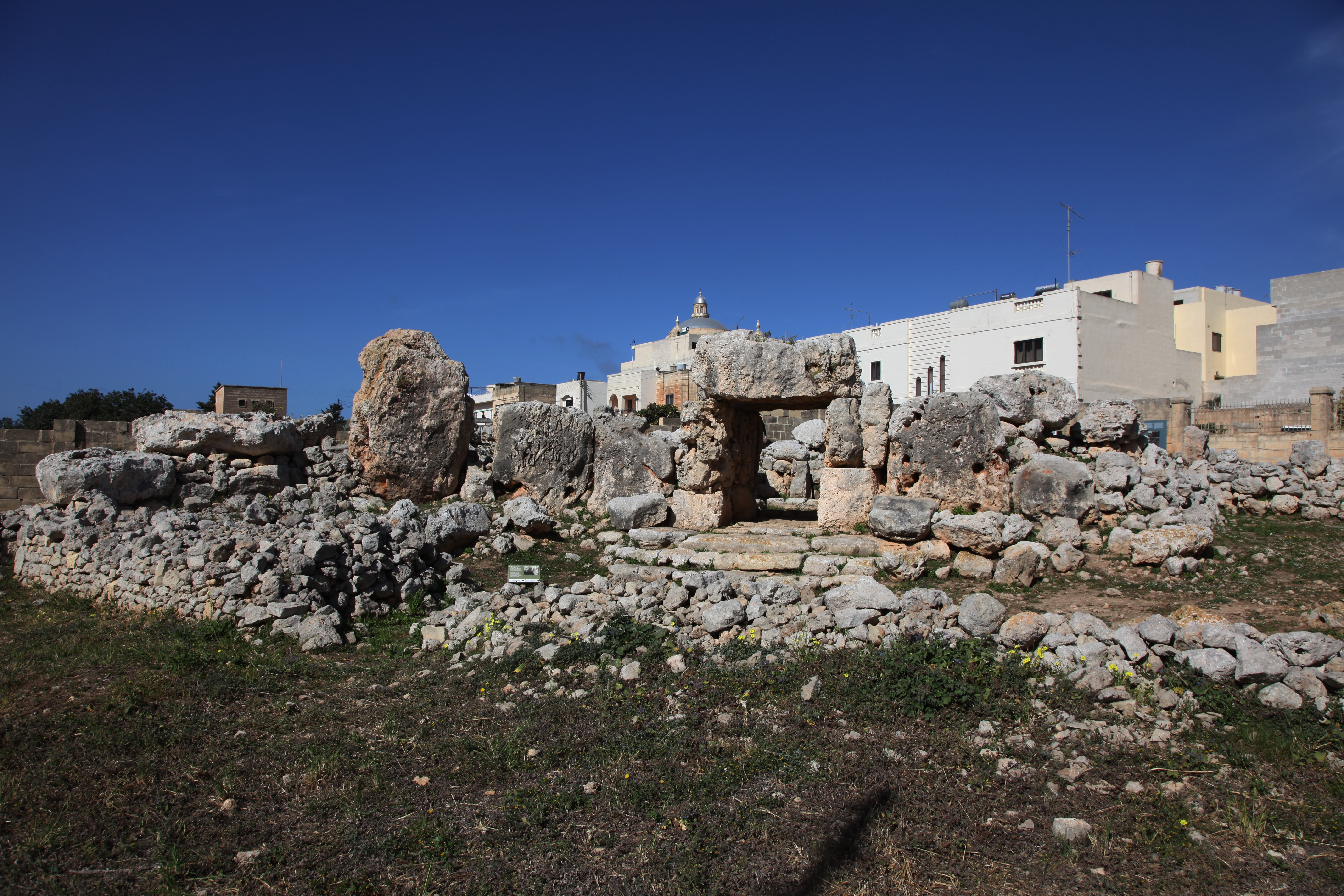
Ta' Ħaġrat romjai, háttérben a község házai

A megalitikus templomok építésének régebbi, Ġgantija-szakaszába tartozik, amit az építéshez használt faragatlan korallmészkő-tömbök és a háromívű alaprajz bizonyít. A központi, kövezett helyiségből három ív nyílik, amelyeket később, valószínűleg a Tarxien-szakaszban részben elfalaztak. A jobb oldali ív falának kibontásával később egy kisebb templomot csatoltak hozzá. Bár alaprajza alapján korábbinak kellene lennie a nagy templomnál, a benne talált cseréptöredékek a későbbi, Saflieni-szakaszba datálják. A két templom közti lépcső őskori eredete bizonytalan.
A templomot Themistochles Zammit ásatta először 1925-ben. Bár kisebb egy átlagos megalitikus templomnál, a legtöbbnél jobb állapotban van. A homlokzat kisebb helyreállítások után ma is áll, az épület falai mindenhol láthatóan kiemelkednek a talajszintből.
A kutatás itt is kimutatta, hogy a templomok egy korábbi falu helyére épültek (a templomok építése előtti Mġarr-szakasz ezen töredékek miatt kapta a községről a nevét.

### Egyéb nevezetességei

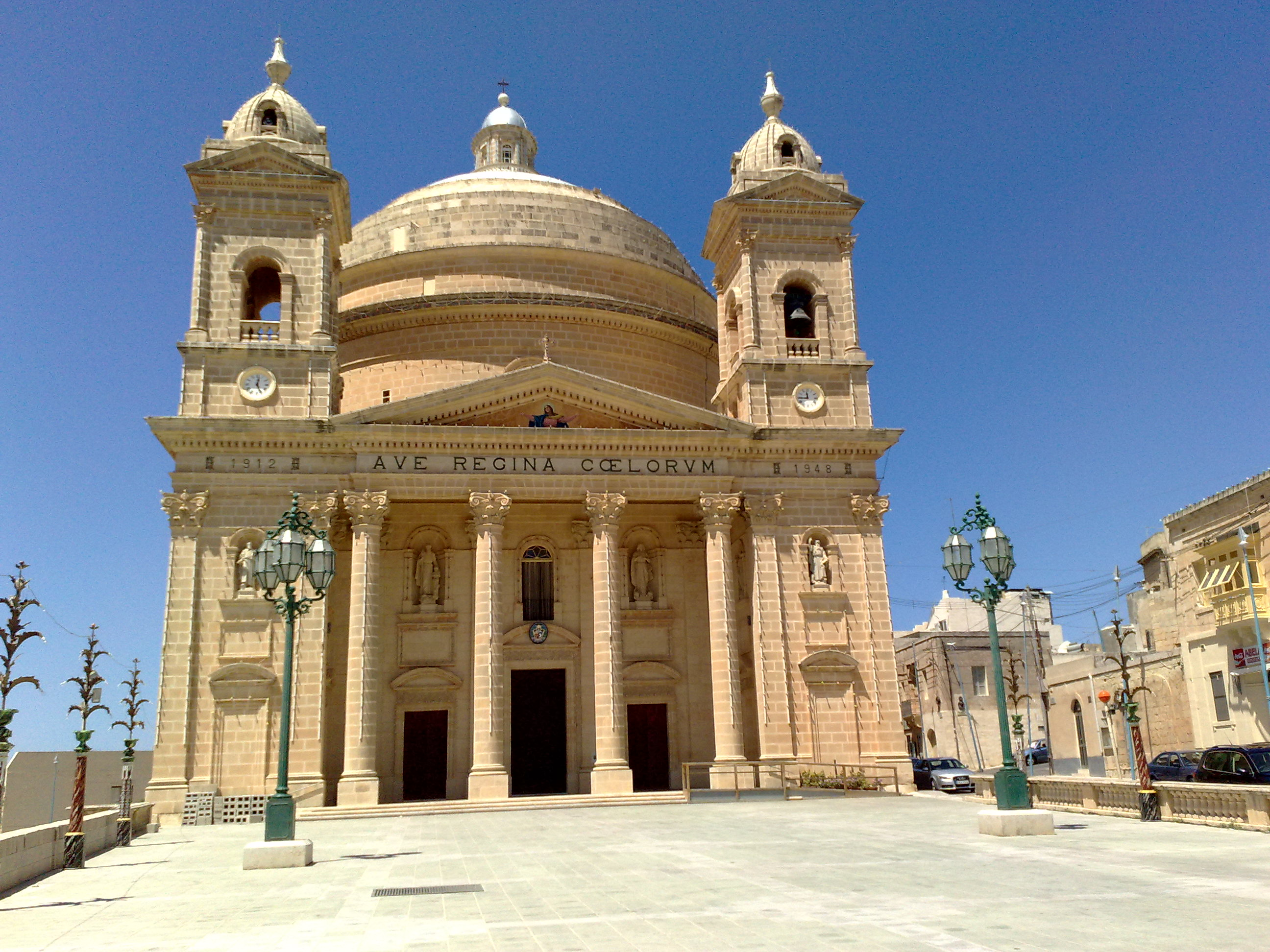
A plébániatemplom

- A Mosta Dome mintájára épült plébániatemplom. A helyiek mezőgazdasági termékek, többek között tojás eladásával teremtették elő az építkezés költségeit, a legenda szerint ezért ovális alakú a templom kupolája. Az elképzelés annyira merész volt, hogy csak két helyi építőmester, Gamri Camilleri és John A. Cilia vállalkoztak a megtervezésére és kivitelezésére.
- Bronzkori keréknyomok
- Római fürdő romjai (Għajn Tuffieħa). Egy villa része volt.
- Lippija Tower: Jean-Paul de Lascaris-Castellar őrtornyainak egyike
- Victoria Lines: legépebben fennmaradt 3 kilométeres szakasza a településtől délnyugatra található (Borġ-in-Nadur és a Falka Gap között)
- Földalatti malom és gabonatárolók (Silos): Málta két világháború között épült 8 földalatti malmának egyike. 2006-ban felújították, a tervek szerint később megnyitják a turisták számára
- Lejla Mġarrija Festival (angol nyelven). [2007. október 9-i dátummal az eredetiből archiválva]. (Hozzáférés: 2018. szeptember 5.)
- Festa Frawli: Eper-ünnep. A tavaszonként rendezett fesztivál az egész szigeten népszerű, eperből készült ételek mellett növényeket is árulnak, valamint hatalmas virágkölteményeket alkotnak, amelyek legfontosabb motívuma az eper.[8]

Bár a szervezett turistautak többnyire elkerülik, a város főtere és utcái esténként megtelnek a környék vacsorázni, szórakozni vágyó lakóival.

## Közlekedés
Autóval Rabaton vagy Għajn Tuffieħán (Golden Bay) keresztül érhető el, útjai elfogadható minőségűek.
Autóbuszjáratai (2018. december):
- 44 (Valletta-Għajn Tuffieħa)
- 101 (Ċirkewwa-Mġarr)
- 238 (Valletta-Mġarr)